# Jean Delhaye (architecte)
Pour les articles homonymes, voir Delhaye et Jean Delhaye.
Jean Delhaye est un architecte belge né le 15 août 1908 à Vodelée (fusionnée avec Doische), province de Namur, et mort à Ixelles le 15 janvier 1993.
Il fut un des derniers collaborateurs de Victor Horta, dont il défendit passionnément l'œuvre après l'année 1958.

## Œuvres architecturales
- 1938-1953 : Résidences Basilique (classée en 2007) et Charles-Quint, avenue Charles-Quint 122-124 et 126, à Ganshoren[2] ;
- 1954 : Résidence Isis, avenue de Villegas 5, à Ganshoren[2] ;
- 1955 : Résidence Argentina, avenue Maurice, à Ixelles.
- 1956-1960 : Résidence Amaryllis, rue des Amaryllis 34 (angle avenue de Villegas), à Ganshoren[2] (résidence personnelle de l'architecte) ;
- 1956 : Villa, résidence personnelle à  Tourneppe, Kampendaal, 83 ;
- 1957 : Résidence Petit-Trianon, avenue Général Médecin Derache, à Ixelles.
- 1962 : Résidence des Gaules, avenue de Tervueren, 1 à Etterbeek.
- 1974 : conception du nouveau socle de La Porteuse d'eau à Saint-Gilles.

## Ses croisades pour défendre l'œuvre de Horta
À la fin des années cinquante, alors que l'œuvre de Horta était dépréciée, voire moquée comme étant un "style nouille", il se mit à en comprendre l'originalité et à en défendre publiquement la conservation, alors qu'en 1938 et en 1957 il avait lui-même introduit deux demandes de destruction d'une maison Horta, l'extension de l'Hôtel van Eetvelde appartenant à ses parents et située au numéro 2 de l'avenue Palmerston, pour y construire un immeuble de respectivement neuf puis six étages.
À l'époque de la bruxellisation massive précédant l'exposition universelle de 1958, où un pan entier du patrimoine bruxellois disparaissait sans état d'âme, cette prise de conscience le fit changer d'avis et, refusant de suivre le mouvement, il décida en 1958 de conserver la maison pour y installer son bureau.
Jean Delhaye, outre l'extension de l'Hôtel Van Eetvelde, se porta dans ce but acquéreur de nombreux bâtiments d'Horta, tels l'Hôtel Tassel, l'Hôtel Deprez-Vandevelde et l'extension de l'Hôtel Van Eetvelde.
En 1965, il ne réussit pas à empêcher la démolition de la maison du Peuple de Bruxelles,  véritable patrimoine mondial et chef-d'œuvre de l'Art nouveau, sacrifié par le Parti socialiste belge afin de se doter de locaux plus fonctionnels : le chef-d'œuvre de Horta fut remplacé en 1966 par une tour de 26 étages que l'on appelle la « tour Blaton » du nom de l'entrepreneur qui l'a construite.

## Publications
- Jean Delhaye, L'appartement d'aujourd'hui, Liège : Desoer, 1946.